# ValleyHeart
Valleyheart é o terceiro e último álbum de estúdio da banda estadounidense She Wants Revenge. Foi lançado pela primeira vez em 24 de maio de 2011 através de seu próprio selo Perfect Kiss e Five Seven Music nos Estados Unidos.